# Jagaranathpur Sira
Jagaranathpur Sira – gaun wikas samiti w środkowej części Nepalu w strefie Narajani w dystrykcie Parsa. Według nepalskiego spisu powszechnego z 2001 roku liczył on 855 gospodarstw domowych i 5340 mieszkańców (2556 kobiet i 2784 mężczyzn).